# Laganadi
Laganadi  község (comune) Calabria régiójában, Reggio Calabria megyében.

## Fekvése
A megye nyugati részén fekszik. Határai:Calanna, Reggio Calabria, San Roberto, Sant’Alessio in Aspromonte és Santo Stefano in Aspromonte.

## Története
A település alapításáról nem léteznek pontos adatok. Valószínűleg a 9. században alapították a szaracén portyázások elől menekülő calannai lakosok. Neve, Lachanadum formában a 16. században jelenik meg először. Korabeli épületeinek nagy része az 1783-as calabriai földrengésben elpusztult. A 19. században nyerte el önállóságát, amikor a Nápolyi Királyságban felszámolták a feudalizmust.

## Népessége
A népesség számának alakulása:

## Főbb látnivalói
- Santa Maria delle Grazie-templom